# Finkenberg
Finkenberg település Ausztriában, Tirolban a Schwazi járásban található. Területe 171,6 km², lakosainak száma 1441 fő, népsűrűsége 8,4 fő/km² (2014. január 1-jén). A település 839 méter tengerszint feletti magasságban helyezkedik el.

## Fordítás
- Ez a szócikk részben vagy egészben  a   Finkenberg című angol Wikipédia-szócikk ezen változatának fordításán alapul.  Az eredeti cikk szerkesztőit annak laptörténete sorolja fel. Ez a jelzés csupán a megfogalmazás eredetét és a szerzői jogokat jelzi, nem szolgál a cikkben szereplő információk forrásmegjelöléseként.